# Наука и техника (журнал, Харьков)
«Наука и техника» — ежемесячный научно-популярный иллюстрированный журнал широкого профиля. Основан в 2006 году на Украине. С 2007 года выходит также в России.

## История
Идея появления журнала была навеяна традицией советских научно-популярных изданий, которые пользовались любовью читателей всех поколений. Это и «Техника — молодёжи», и «Знание — сила», «Наука и жизнь», «Техника и наука». В то время на Украине подобных широкопрофильных журналов не издавалось, существовали лишь мелкие отраслевые издания.
Издание журнала основано в мае 2006 года. Первый номер вышел тиражом 2500 экз, объём — 64 стр. С 2007 года журнал выходит раз в месяц. Также с 2007 году журнал выходит и на территории России.
В 2007—2009 годах журнал издавался при поддержке ХАИ и Харьковского горсовета.
В 2010 году появилась вторая редакция журнала уже в Белгороде (308019, г. Белгород, 1-й Шагаровский пер., 5).
С первого же номера журнал сразу проявил себя как серьёзное издание. Подробные, наполненные множеством фактов оригинальные статьи для вдумчивых читателей. Характерным отличием журнала стало также отсутствие нетематической рекламы. И спустя 10 лет издания журнал верен своим традициям.
Тираж журнала:
- 2006 год — 2500, затем 5000 экз.
- 2007 год — 5000, затем 10000 экз.
- 2008 год — 10 000, 12000, 15 000 экз. общий тираж.
- 2010 год — 12 000 украинский тираж, 5000 российский.
- 2011 год — 18 000 украинский тираж, 12 000 российский.
- 2012 год — 18 000 украинский тираж, 12 000 в начале года, 22 000 в конце года российский.
- 2013 год — 18 000 украинский тираж, 22 000 российский;
- 2014 год — 10 000 украинский тираж, 22 000 российский;
- 2015 год — 5000 украинский тираж, 10 000 российский.

В 2008 году редакция журнала выпустила повторным тиражом журналы за 2006 год, поскольку старые номера пользуются спросом через редакционную рассылку. Единственное отличие повторного тиража — цветные вкладки воспроизведены чёрно-белыми.
В 2015 году изменился состав редакторов издания. С июня 2015 года должность главного редактора журнала «Наука и техника» занимает Беспалова Наталья Юрьевна.
С 2022 года журнал больше не выходит. 

Предшественник — одноимённый ленинградский журнал, 1937 год

## Связанные проекты

### Приложение «Очевидное и невероятное»
С 2008 года один раз в два месяца, а с 2010 — раз в месяц выходит приложение — журнал «Очевидное и невероятное». С 2012 года приложение больше не выходит.
Формат его был в 2008—2010 годах — А6, с 2011 года — А4.

## Рубрики журнала
| - Авиационный каталог - Военная авиация - Корабельный каталог - Бронетехника - Ракетно-космическая техника - Астрономия, астрофизика и космонавтика | - Физика и математика - Химия и биология - Градостроение и архитектура - История и археология - Геральдика и нумизматика - Стрелковое оружие |  | - Холодное оружие - Геология, география и геофизика - Компьютеры, кибернетика, и Интернет - Энергетика - Природные явления - Артиллерия, минометы, метательные машины |  | - Гражданское кораблестроение - В мире интересного - Автомототехника - Сельхозтехника |

## Редакционная политика
- Журнал активно читается в России, Белоруссии, Казахстане, на Украине, в Израиле и известен, согласно данным редакции, в США — в NASA[1].
- Печатается на мелованной матовой бумаге, страничность издания варьируется, в среднем, каждый номер содержит 84 страницы.

Тематика публикаций
Значительный объём публикаций в журнале занимает военно-техническая тематика. Постоянными рубриками в журнале являются: авиационный и корабельный каталоги, а также бронекаталог.
После смены главного редактора журнала, было принято решение отойти от практики «перекрестных» публикаций и печатать только оригинальные авторские статьи. До этого момента журнал предоставлял статьи для печатания в российских журналах научно-технической популярной направленности, в частности, «Наука и жизнь», «Химия и жизнь», «Наука из первых рук» и сам печатал материалы, предоставленные этими изданиями.
Открытые письма
- В январе 2012 года редакция журнала опубликовала открытое письмо Президенту России по поводу уничтожения в России научно-технического просвещения, кружков технического творчества, системы реализации научно-технической популярной литературы и прессы и т. д[2].

Читательская аудитория
- Согласно данным редакции, читательская аудитория журнала — научные работники, инженеры предприятий, государственные служащие, студенты, техническая интеллигенция «и другие неравнодушные к науке и технике люди, увлечённые процессом научно-технического творчества»[1]. Само издание называет себя «журналом для перспективной молодёжи».

Участие в выставках
- Журнал постоянно участвует в салонах и выставках: 1. Военных. 2. Технических. 3. Книжно-издательских. За 2008—2010 год участвовал в выставках в Москве, Санкт-Петербурге, Геленджике, Киеве, Харькове и других городах: Московский авиакосмический салон «МАКС», международный военно-морской салон «IMDS», «Интеравто», «Гидроавиасалон», международный авиакосмический салон «Авиасвит», «Машиностроение», «Интерполитех», вертолётный салон «Helirussia», международный салон вооружений и военной техники «МВСВ», «Оружие и безопасность», международный фестиваль «Мир книги», и многих других.

Дипломы журнала 2008—2010 годов